# Puabi

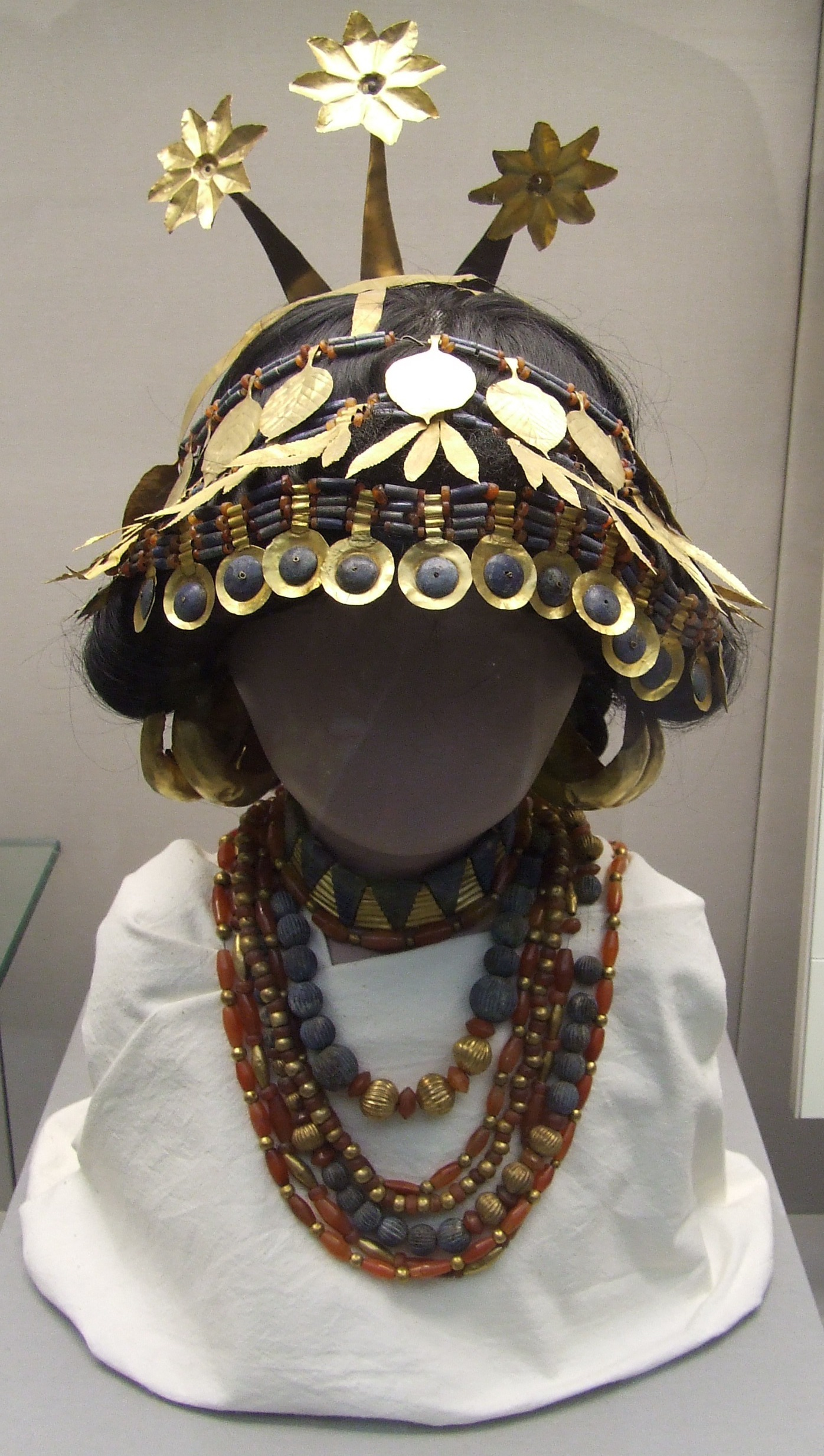
Rekonstruierter Kopfputz von Puabi, Britisches Museum

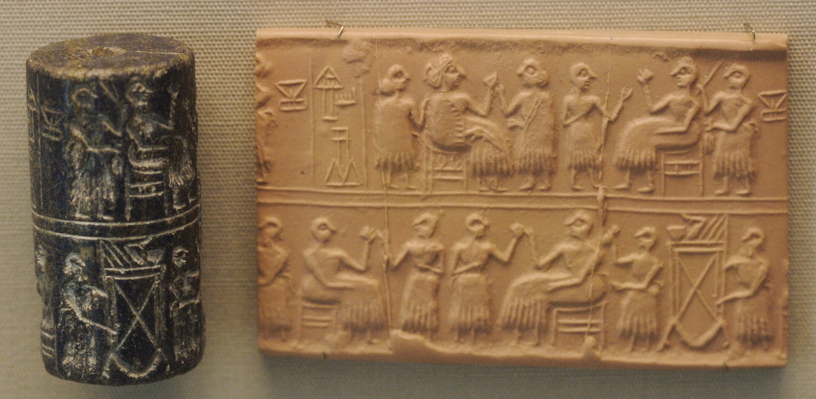
Rollsiegel der Puabi

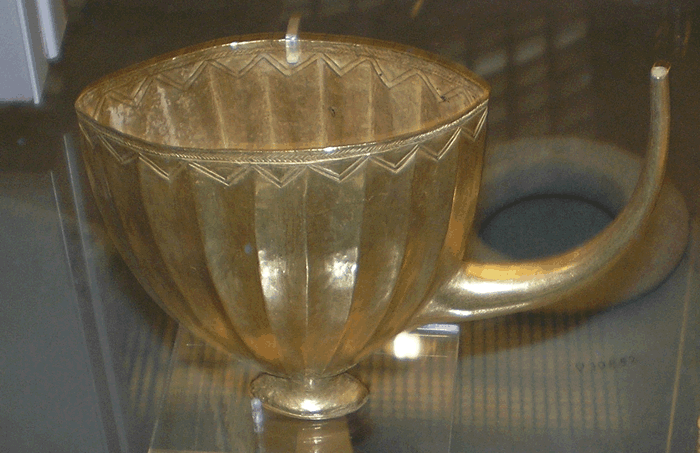
Goldbecher aus dem Grab der Puabi, Britisches Museum London

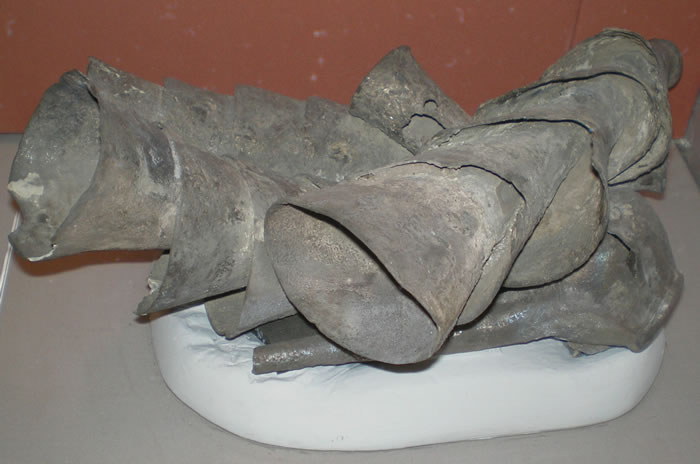
Silberbecher aus dem Grab der Puabi (nicht restauriert), Britisches Museum

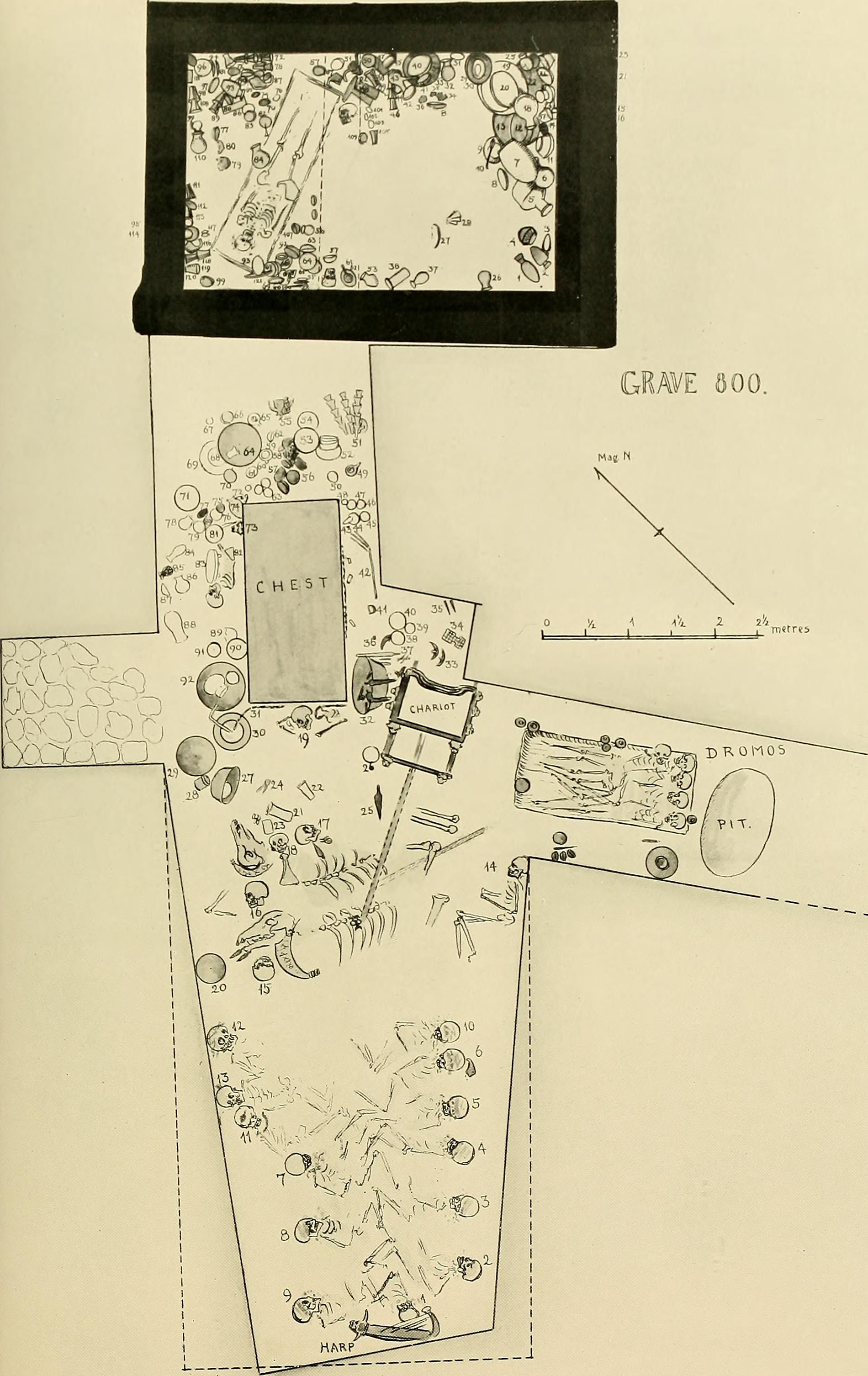
Zeichnung von Katharine Wolley des Grabs PG 800 mit Grabkammer oben und death pit PG800B unten

Puabi (auch Schubad) war eine sumerische Königin oder Hofdame, die auf dem Königsfriedhof von Ur begraben wurde. Sie lebte um 2500 v. Chr.
Puabi trug den Titel NIN (oder EREŠ), der nicht nur als Königin, sondern auch als Priesterin oder Frau übersetzt werden kann, so dass ihr tatsächlicher Status offenbleiben muss. Puabis Siegel stellt sie nicht in Beziehung zu einem König oder Ehemann, was möglicherweise darauf hindeutet, dass sie selbst regierte.
Das Grab der Puabi (PG 800) war unberaubt. Es lag etwa 8,7 Meter unter dem Oberflächenniveau und maß ca. 4,4 Meter in der Länge und 2,8 Meter in der Breite. Der Boden der Kammer bestand aus gestampfter Erde und die Wände waren bis zu einer Höhe von 60 Zentimeter mit Schilfmatten und Lehm verkleidet. Darüber fanden sich Hinweise auf eine Verkleidung mit Holzpanelen. Den Abschluss der Kammer bildete ein mit Backsteinen gemauertes Gewölbe als Dach. Laut Zimmerman befand sich ein Zugang in der südwestlichen Mauer der Kammer. Der Leichnam der Puabi wurde auf dem Rücken liegend, den Kopf nach Westen gerichtet und die Hände über dem Bauch übereinander gelegt auf einer Bahre bestattet. Diese stand schräg im nördlichen Ende der Kammer. Puabi trug einen goldenen Kopfputz. Zu ihrer Linken stand wahrscheinlich ihre Perücke. Zudem trug sie drei Kleidernadeln, an denen ursprünglich drei Rollsiegel befestigt waren und welche den Namen Puabi trugen. Erhalten geblieben ist ebenfalls ein reich mit goldenen Tierfiguren geschmücktes Diadem. Drei weitere Skelette waren mitbestattet. Untersuchungen des Skeletts haben gezeigt, dass Puabi 40 Jahre alt wurde und etwa 1,5 Meter groß war.
Etwa 1,7 Meter über dem Niveau der Grabkammer der Puabi PG 800 auf Höhe des Dachs fand sich das sogenannte death pit PG 800B, in dem fünf Soldaten und 23 Dienerinnen beigesetzt waren. Der Archäologe Leonard Woolley ordnete dieses death pit zunächst dem Grab der Puabi zu. Er nahm an, dass die Grabkammer keinen seitlichen Zugang hatte, demnach von dem death pit von oben befüllt und anschließend mit dem Dach zugemauert wurde, was den großen Höhenunterschied erklären würde. Neuere Untersuchungen durch Paul C. Zimmerman zeigten jedoch, dass sehr wohl eine Tür an der südwestlichen Mauer der Grabkammer existierte. Die Grabkammer der Puabi lag 0,4 Meter unter dem Niveau eines weiteren Grabes, des sogenannten Königsgrabes PG 789 mit zugehörigem death pit. Zimmerman vermutet daher, dass es ein death pit unter PG 789 gab, die bisher nicht ausgegraben wurde und dass eben diese zu Puabis Grab gehörte und dass es zu dem death pit, das Wolley ursprünglich Puabis Grab zuordnete, eine weitere nicht mehr erhaltene Grabkammer gab. Laut Zimmerman wurde zuerst die Grabkammer der Puabi PG 800 angelegt, kurze Zeit später das Grab PG 789 und bedeutend später schließlich das death pit PG 800B.
Die Funde aus der Grabkammer der Puabi wurden zwischen dem University of Pennsylvania Museum of Archaeology and Anthropology, dem British Museum und dem Irakischen Nationalmuseum aufgeteilt.

## Belege
1. ↑  Zimmerman und Zettler 2021: 289
2. 1 2  Zimmerman und Zettler 2021: 288
3. ↑  Zimmerman und Zettler 2021: 291
4. ↑  Zimmerman und Zettler 2021: 292–294

| Personendaten    | Personendaten              |
| ---------------- | -------------------------- |
| NAME             | Puabi                      |
| ALTERNATIVNAMEN  | Schubad                    |
| KURZBESCHREIBUNG | sumerische Königin         |
| GEBURTSDATUM     | um 25. Jahrhundert v. Chr. |
| STERBEDATUM      | um 25. Jahrhundert v. Chr. |